# Stuartina muelleri
Stuartina muelleri là một loài thực vật có hoa trong họ Cúc. Loài này được Sond. miêu tả khoa học đầu tiên năm 1853.